# Ma Jiangbao

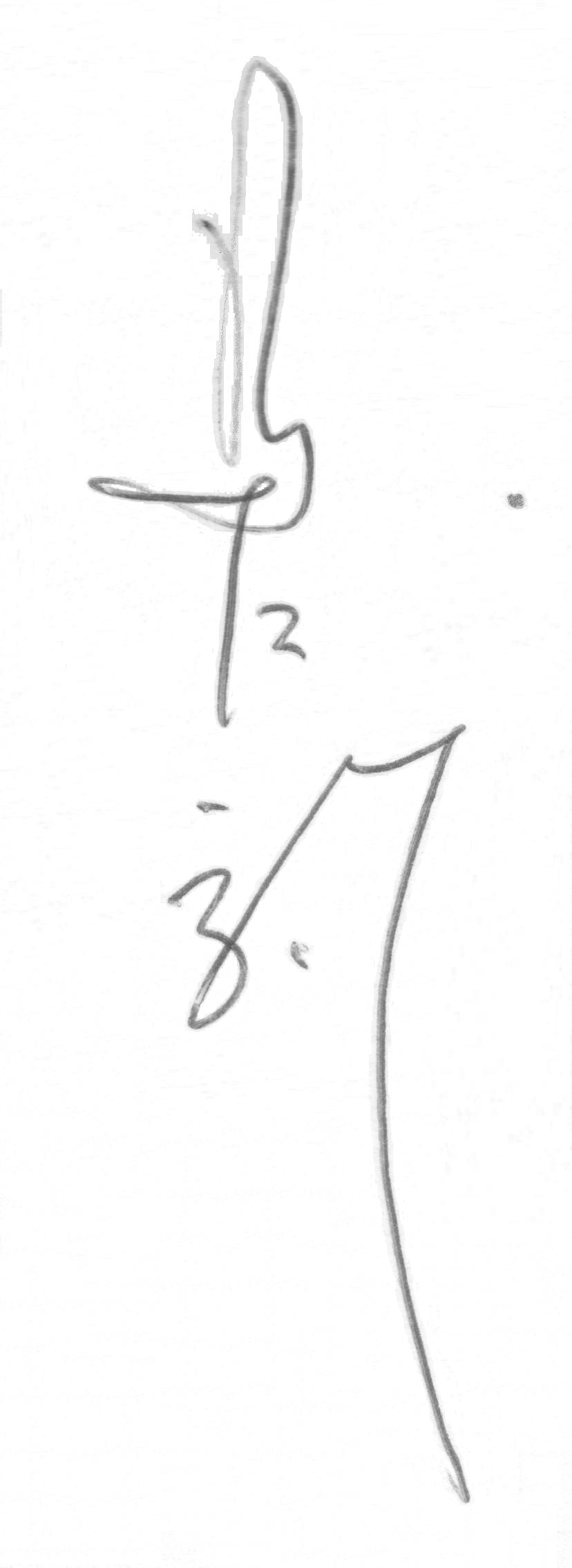
Signatur – Ma Jiangbao 马江豹

Ma Jiangbao (chinesisch 馬江豹 / 马江豹, Pinyin Mǎ Jiāngbào, Jyutping Maa5 Gong1paau3, * 31. Oktober 1941 in Shanghai, China; † 12. Oktober 2016 in Rotterdam, Niederlande) war Tai-Chi-Meister, Repräsentant aus der mütterliche Linie der Jianquan Taijiquan Association (鑑泉太極拳社 / 鉴泉太极拳社,  Jiànquán Tàijíquánshè). Er war somit der einzige aus der mütterlichen Linie, neben anderen Vertreter des Wu-Stils der väterlichen Linie, in Europa.

## Biografie
Er war ein Enkel (外孫 / 外孙,  wàisūn – „Enkel der Tochter“) des Stilbegründers Wu Jianquan und Sohn von Wu Yinghua und Ma Yueliang, zwei anerkannten Großmeistern des Taijiquan (Tai Chi Chuan).
Ma kam 1986 auf Einladung der chinesischen Gemeinde Düsseldorfs als Begleiter seines Vaters nach Deutschland. Da das Interesse an seinem Unterricht rasch anwuchs, entschloss sich die Familie, ihn als Europa-Vertreter in Deutschland zu etablieren. Als seine Aufenthaltsgenehmigung nicht verlängert wurde, übersiedelte er in die Niederlande, wo er in Rotterdam lebte.
In Zusammenarbeit mit seinen europäischen Schülern hat Ma alle Bewegungen und Techniken seiner Kunst präzise beschrieben und erklärt und so der – auch naturwissenschaftlichen – Kritik geöffnet. Er verbat sich, „Meister“ genannt zu werden und lehnte jedweden Personenkult ab.
Von ihm ausgebildete Tai-Chi-Lehrer unterrichten in ganz Europa sowie in Japan und Südafrika.